# Bahnstrecke Grafing–Wasserburg
| |                                    |                                |                            |
| Streckennummer (DB): | 5710                               |                                |                            |
| Kursbuchstrecke (DB): | 948                                |                                |                            |
| Kursbuchstrecke: | 427g (1946)                        |                                |                            |
| Streckenlänge: | 24,71 km                           |                                |                            |
| Spurweite: | 1435 mm (Normalspur)               |                                |                            |
| Streckenklasse: | CE                                 |                                |                            |
| Stromsystem: | Grafing–Ebersberg: 15 kV 16,7 Hz ~ |                                |                            |
| Minimaler Radius: | 190 m                              |                                |                            |
| Streckengeschwindigkeit: | 80 km/h                            |                                |                            |
| Zugbeeinflussung: | PZB                                |                                |                            |
| |                                    |                                |                            |
| \| \| \| von München Hbf \| \| \| \| 0,000 \| Grafing Bahnhof \| 542 m \| \| \| \| nach Glonn \| \| \| \| \| nach Rosenheim \| \| \| \| 2,053 \| Grafing Stadt (ehem. Bf) \| 522 m \| \| \| 3,570 \| Wiesham (bis 1972) \| Wiesham (bis 1972) \| \| \| 5,958 \| Ebersberg (Oberbay) \| 563 m \| \| \| 9,080 \| Oberndorf (b Ebersberg) \| Oberndorf (b Ebersberg) \| \| \| 10,270 \| Neuhausen (b Ebersberg) \| Neuhausen (b Ebersberg) \| \| \| 12,044 \| Steinhöring \| 510 m \| \| \| 14,182 \| Tulling (ehem. Bf) \| Tulling (ehem. Bf) \| \| \| 16,691 \| Forsting (Hp Awanst, ehem. Bf) \| 503 m \| \| \| 19,530 \| Brandstätt (bis 2014) \| 495 m \| \| \| 22,629 \| Edling \| Edling \| \| \| 22,737 \| Ebrach[1] \| Ebrach[1] \| \| \| 24,298 \| von Rosenheim \| von Rosenheim \| \| \| \| von Wasserburg (Inn) Stadt \| \| \| \| 24,710 \| Wasserburg (Inn) Bahnhof \| 481 m \| \| \| \| nach Mühldorf (Oberbay) \| \| \| \| \| \| \| \| Quellen: [2][3][4][5] \| \| \| \| |                                    |                                |                            |
| Strecke |                                    | von München Hbf                | von München Hbf            |
| Bahnhof | 0,000                              | Grafing Bahnhof                | 542 m                      |
| Abzweig geradeaus und ehemals nach rechts |                                    | nach Glonn                     | nach Glonn                 |
| Abzweig geradeaus und nach rechts |                                    | nach Rosenheim                 | nach Rosenheim             |
| Haltepunkt / Haltestelle | 2,053                              | Grafing Stadt (ehem. Bf)       | 522 m                      |
| ehemaliger Haltepunkt / Haltestelle | 3,570                              | Wiesham (bis 1972)             | Wiesham (bis 1972)         |
| Bahnhof | 5,958                              | Ebersberg (Oberbay)            | 563 m                      |
| ehemaliger Haltepunkt / Haltestelle | 9,080                              | Oberndorf (b Ebersberg)        | Oberndorf (b Ebersberg)    |
| ehemaliger Haltepunkt / Haltestelle | 10,270                             | Neuhausen (b Ebersberg)        | Neuhausen (b Ebersberg)    |
| Bahnhof | 12,044                             | Steinhöring                    | 510 m                      |
| Haltepunkt / Haltestelle | 14,182                             | Tulling (ehem. Bf)             | Tulling (ehem. Bf)         |
| Haltepunkt / Haltestelle | 16,691                             | Forsting (Hp Awanst, ehem. Bf) | 503 m                      |
| ehemaliger Haltepunkt / Haltestelle | 19,530                             | Brandstätt (bis 2014)          | 495 m                      |
| Haltepunkt / Haltestelle | 22,629                             | Edling                         | Edling                     |
| Brücke über Wasserlauf | 22,737                             | Ebrach                         | Ebrach                     |
| Abzweig geradeaus und von rechts | 24,298                             | von Rosenheim                  | von Rosenheim              |
| Abzweig geradeaus und ehemals von rechts |                                    | von Wasserburg (Inn) Stadt     | von Wasserburg (Inn) Stadt |
| Bahnhof | 24,710                             | Wasserburg (Inn) Bahnhof       | 481 m                      |
| Strecke |                                    | nach Mühldorf (Oberbay)        | nach Mühldorf (Oberbay)    |
| |                                    |                                |                            |
| Quellen: |                                    |                                |                            |

Die Bahnstrecke Grafing–Wasserburg ist eine eingleisige, teilweise elektrifizierte Nebenbahn in Oberbayern. Sie zweigt in Grafing Bahnhof von der Bahnstrecke München–Rosenheim ab und führt über Ebersberg und Steinhöring nach Wasserburg am Inn. In Anlehnung an die früheren Hochmoore (bairisch: Filz) im durchfahrenen Ebrachtal wird sie auch als Filzenexpress bezeichnet.
Ihr westlicher sechs Kilometer langer und elektrifizierter Abschnitt von Grafing bis zur Kreisstadt Ebersberg ist Teil der S-Bahn München und wird zudem, wie auch die anschließende Teilstrecke bis Wasserburg Bahnhof, durch die Südostbayernbahn im Regionalverkehr befahren. Eisenbahninfrastrukturunternehmen der Teilstrecke Grafing–Ebersberg ist DB Netz, auf dem folgenden Abschnitt bis Wasserburg Bahnhof die DB RegioNetz Infrastruktur GmbH.

## Streckenverlauf
Die Strecke zweigt im Südteil der Station Grafing Bahnhof von der Strecke München–Rosenheim Richtung Osten ab. Züge von und nach Wasserburg können im Grafinger Bahnhof die beidseitig befahrbaren Gleise 1 und 2 sowie das Stumpfgleis 11 benutzen, die alle drei mit Bahnsteigen versehen sind. Weichenverbindungen zu den westlich davon gelegenen Fernbahngleisen nach München bestehen im Nordteil der Station.

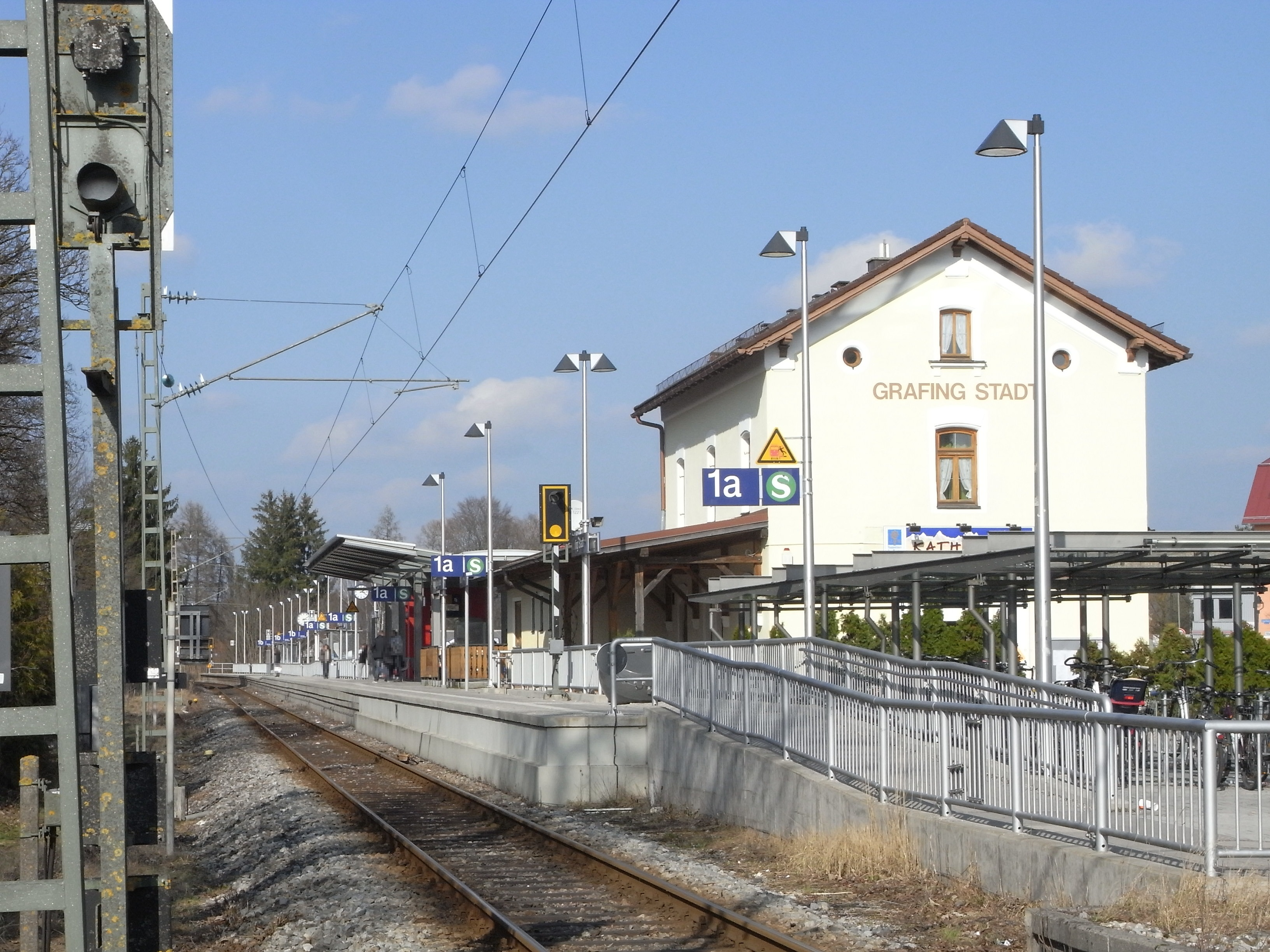
Haltepunkt Grafing Stadt

Nach rund zwei Kilometern erreicht die Strecke den Ortskern der Stadt Grafing mit dem Haltepunkt Grafing Stadt. Anschließend führt sie mit teils engen Kurvenradien in nördlicher Richtung über den einst mit einem Haltepunkt bedachten Weiler Wiesham bergauf nach Ebersberg. Der in West-Ost-Richtung auf einer Anhöhe gelegene Ebersberger Bahnhof besitzt zwei Gleise, von denen das nördliche nur aus Richtung Grafing anfahrbar ist und ausschließlich von der S-Bahn genutzt wird. Östlich der Station endet die Oberleitung. Um den Höhenunterschied zwischen dem Bahnhof Ebersberg und dem Ebrachtal mit vertretbarer Steigung zu bewältigen, wurde die Bahntrasse auf den folgenden zwei Kilometern in einer großen Ausschleifung nach Süden angelegt. Im Talgrund angekommen, passiert die Strecke in östlicher Richtung Oberndorf und den Weiler Neuhausen bei Ebersberg, die beide zeitweise Haltepunkte besaßen, ehe Steinhöring erreicht wird, das seit 2014 als Kreuzungsbahnhof dient.
Weitgehend parallel zur Bundesstraße 304 führt die Strecke weiter über den einst mit Ladegleisen für den Güterverkehr versehenen Haltepunkt Tulling nach Forsting, wo der frühere Bahnhof heute als Haltepunkt für den Personenverkehr und Ausweichanschlussstelle für den Güterverkehr fungiert. Der Gleisanschluss wird zurzeit nicht benutzt. Planmäßigen Güterverkehr gibt es zurzeit Stand 2022 auf der Strecke nicht. Nach wie vor in östlicher Richtung verlaufend, tangiert das Gleis anschließend den Ort Brandstätt, dessen Haltepunkt zum Fahrplanwechsel am 13. Dezember 2014 aufgelöst wurde, und den Haltepunkt Edling, ehe es vor dem Wasserburger Ortsteil Reitmehring nach einer Kurve Richtung Norden die Station Wasserburg Bahnhof und die Bahnstrecke Rosenheim–Mühldorf erreicht. Diese Station verfügt heute noch über drei der einst fünf Gleise im Bahnhofsbereich.

## Geschichte

### Vorgeschichte

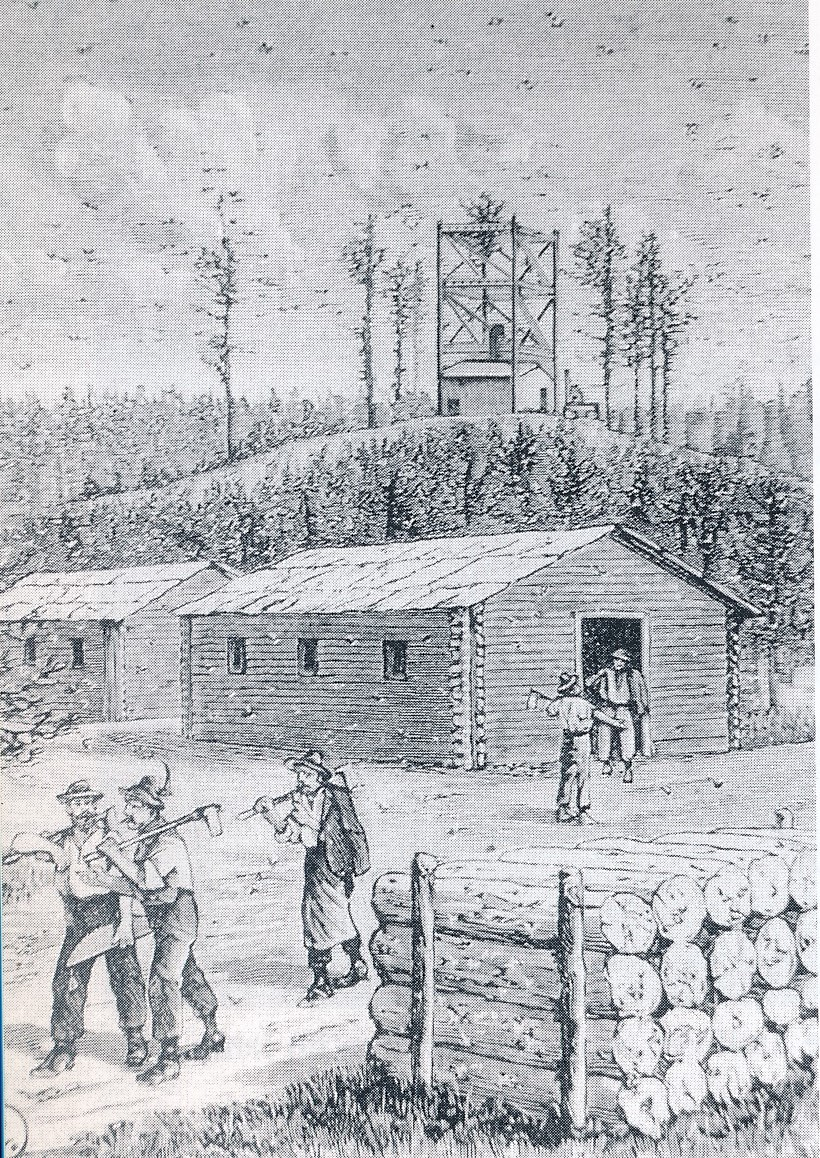
Arbeiter zur Bekämpfung der Nonnenraupe im Ebersberger Forst

Mit der Eröffnung der Bahnstrecken München–Grafing–Rosenheim im Jahr 1871 und Rosenheim–Wasserburg Bahnhof–Mühldorf im Jahr 1876 wurden die Bezirke Ebersberg und Wasserburg erstmals durch die Eisenbahn erschlossen. Allerdings besaßen weder der Markt Ebersberg noch die Stadt Wasserburg, deren Bahnhof aus topographischen Gründen etwa vier Kilometer westlich des Ortes in Reitmehring angelegt wurde, eine direkte Anbindung. Ferner verfügten Bezirk und Stadt Wasserburg über keine Bahnverbindung in der regional bedeutenden Ost-West-Relation Richtung München. Mit Beginn der 1880er-Jahre entstanden daher mehrere Initiativen zum Bau einer Lokalbahn von Wasserburg über Ebersberg Richtung Westen, deren Bemühungen jedoch zunächst nicht erfolgreich waren.
1890 erteilte die Regierung des Königreichs Bayern unter Prinzregent Luitpold die Planungskonzession für eine Strecke zwischen dem Bahnhof Wasserburg an der Strecke Rosenheim–Mühldorf und der in einer Schleife des Inns gelegenen Stadt Wasserburg. 1892 wurde ein Antrag für eine Bahnstrecke Ebersberg–Grafing Bf–Glonn an die königliche Abgeordnetenkammer gestellt, es wurde jedoch nur die Teilstrecke der Lokalbahn von Grafing Bahnhof nach Glonn genehmigt.
Ein Jahr später wurde auch die Projektierung einer Lokalbahn zwischen der Hauptstrecke München–Rosenheim und Ebersberg bewilligt. Als Abzweigpunkt von der bestehenden Verbindung wurde zunächst Kirchseeon vorgeschlagen, ehe im Zusammenhang mit der zur selben Zeit projektierten Bahnstrecke Grafing–Glonn die Wahl auf Grafing Bahnhof fiel. Es wurden stets zwei verschiedene Streckenvarianten angestrebt: Eine führte über Nettelkofen, vorbei an Grafing, mit Halt in Aßlkofen nach Ebersberg mit ca. 4800 m Streckenlänge, mit einer Kostenschätzung von 360 700 Mark. Die andere Ausführung entsprach in etwa der heutigen Trasse mit einer Kostenveranschlagung von 434 000 Mark. Letztere Variante wurde trotz der höheren Baukosten letztendlich beschlossen.

Der Markt Ebersberg versuchte noch 1891, durch zwei Petitionen die Realisierung voranzutreiben. Darin wurde die erwartete wirtschaftliche Bedeutung der Strecke für den Holztransport aus dem Ebersberger Forst hervorgehoben und der Bahnbau als staatlicher Ausgleich für Waldschäden durch die Nonnenplage gefordert.

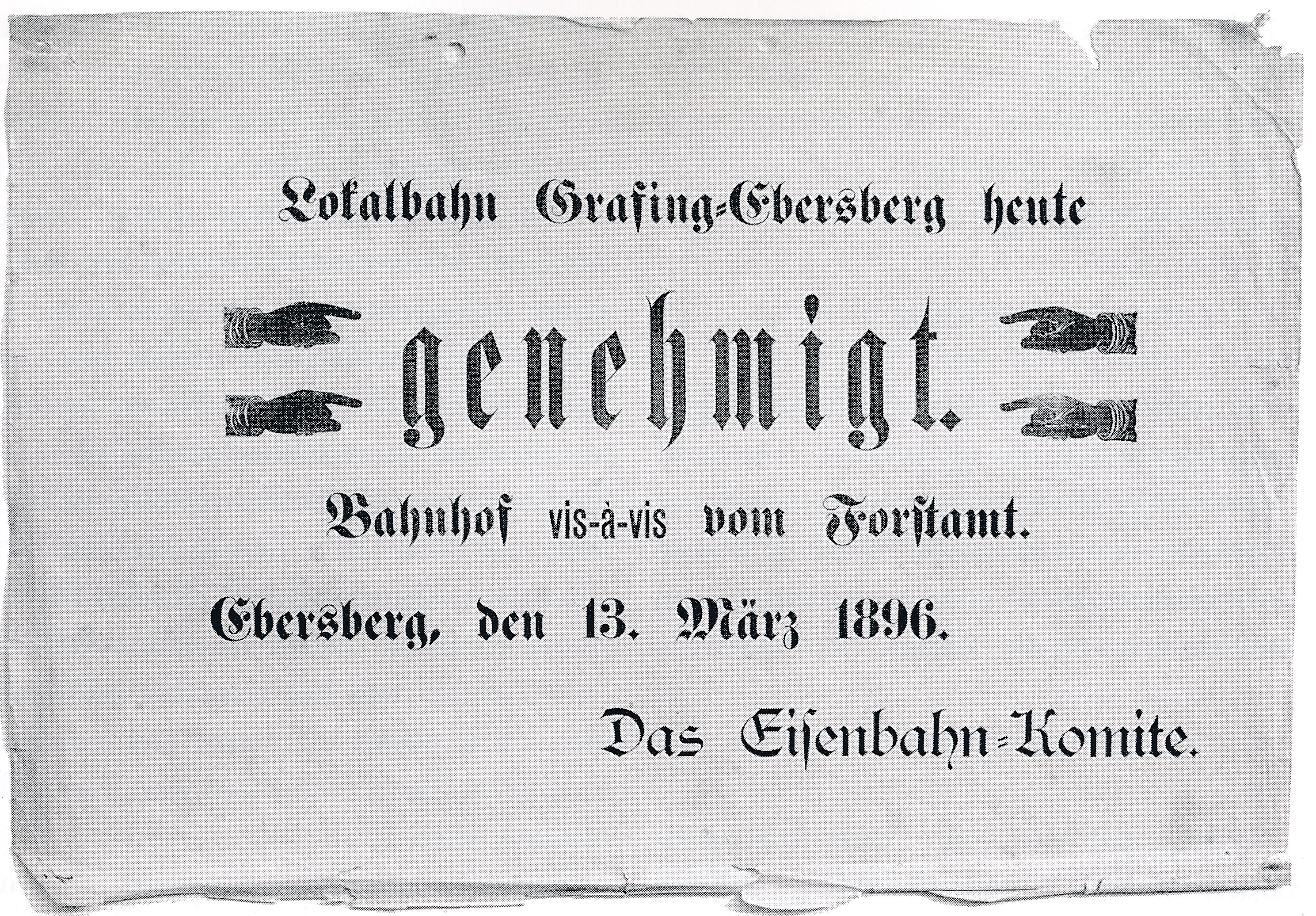
Flugblatt zur Genehmigung der Lokalbahn von Grafing nach Ebersberg, 13. März 1896

Für den dritten, mittleren Abschnitt Ebersberg–Wasserburg wurde am 13. Januar 1892 die Aufnahme der Planungen genehmigt.

### Bau und Eröffnung
Am 13. März 1896 bewilligte der bayerische Landtag den Königlich Bayerischen Staats-Eisenbahnen (K.Bay.Sts.B) den Bau der Strecke von Grafing Bahnhof nach Ebersberg; das zugehörige Gesetz trat am 17. Juni 1896 in Kraft. Der Bahnhof Ebersberg entstand unter Berücksichtigung der vorgesehenen Streckenverlängerung nach Wasserburg auf Wunsch des Markts Ebersberg auf einem Hügelzug abseits des Ortszentrums. Die für den ersten Streckenabschnitt veranschlagten Baukosten betrugen 393.300 Mark. Im Oktober 1898 begannen die Bauarbeiten, durchschnittlich waren 80 bis 100 Arbeiter zugleich beschäftigt. Ausführende Firma war Johann und Franz Xaver Hallinger aus Rosenheim. Die feierliche Eröffnung des Abschnitts Grafing–Ebersberg erfolgte am 6. November 1899, fahrplanmäßiger Betrieb ab 12. November. Am 27. Januar 1900 kam es zu einer Entgleisung zwischen Wiesham und Ebersberg, nachdem sich der Bahndamm der neuen Strecke gesetzt hatte.
Der Bau der Teilstrecke zwischen Wasserburg Bahnhof im Stadtteil Reitmehring und der Stadt wurde am 6. März 1900 genehmigt. Der Grundstückserwerb gestaltete sich langwieriger und deutlich teurer als ursprünglich geplant, so dass die Verbindung erst Ende 1902 fertiggestellt werden konnte. Am 20. Dezember 1902 fanden technische Probefahrten und Eröffnungsfeierlichkeiten statt, der planmäßige Verkehr wurde am 24. Dezember 1902 aufgenommen.
Für den Abschnitt Wasserburg Bahnhof–Ebersberg wurde am 16. März 1903 die Genehmigung zur Bauausführung erteilt. Nach Abschluss des Grunderwerbs begannen im Oktober desselben Jahres die Bauarbeiten. Schwierigkeiten bereitete die Querung des Laufinger Mooses nahe Ebersberg, wo sich der Bahndamm mehrmals setzte. Der vorgesehene Eröffnungstermin 1. Mai 1905 konnte daher nicht eingehalten werden. Die Inbetriebnahme erfolgte ohne größere Feierlichkeiten mit der Abnahmefahrt am 27. September 1905, der reguläre Betrieb besteht seit dem 1. Oktober 1905.
Nicht realisiert wurden von der Stadt Wasserburg unterstützte Bemühungen des Eisenbahnkomitees Schnaitsee, die Bahnstrecke östlich von Wasserburg über Schnaitsee nach Trostberg zu verlängern. Das bayerische Verkehrsministerium lehnte den Vorschlag im August 1913 nach einer Wirtschaftlichkeitsprüfung ab.

### Betriebsentwicklung bis in die 1980er-Jahre
Der erste, ab Oktober 1905 gültige Fahrplan für die Gesamtstrecke wies drei Personenzugpaare auf. Dieses Angebot wurde bis zum Ersten Weltkrieg um zwei weitere Fahrtenpaare ergänzt.
Am 24. April 1920 wurde die Strecke zusammen mit den Königlich Bayerischen Staats-Eisenbahnen durch die Deutsche Reichsbahn übernommen und der Reichsbahndirektion München zugeordnet. Bis zum 1. Oktober 1933 bestand als gesonderte Zwischeninstanz noch die Gruppenverwaltung Bayern. Ab 7. September 1949 gehörte die Strecke zur Deutschen Bundesbahn (DB).
Zur Traktion der Züge wurden zunächst Dampflokomotiven der Typen D VI und D VII genutzt, die unter Regie der Reichsbahn schrittweise durch Maschinen der Reihen 70.0, 86 und 98.8 abgelöst wurden. Die junge DB beschäftigte auf der Strecke zeitweise auch Lokomotiven der Reihen 64 und 98.3 („Glaskasten“). Ab 1954 wurden auf der Strecke Schienenbusse eingesetzt, die 1962 die Dampflokomotiven im Reisezugverkehr vollständig ablösten. In den folgenden 32 Jahren wurden die Schienenbusse je nach Bedarf in ein- bis fünfteiligen Kombinationen genutzt, einzelne Personenzüge wurden in einigen Jahren zudem aus Personenwagen sowie Lokomotiven des Typs V 100 (spätere Baureihen 211/212) gebildet. Diese bespannten nach der Ablösung der Dampflokomotiven neben Rangierloks des Typs V 60 auch die Güterzüge.

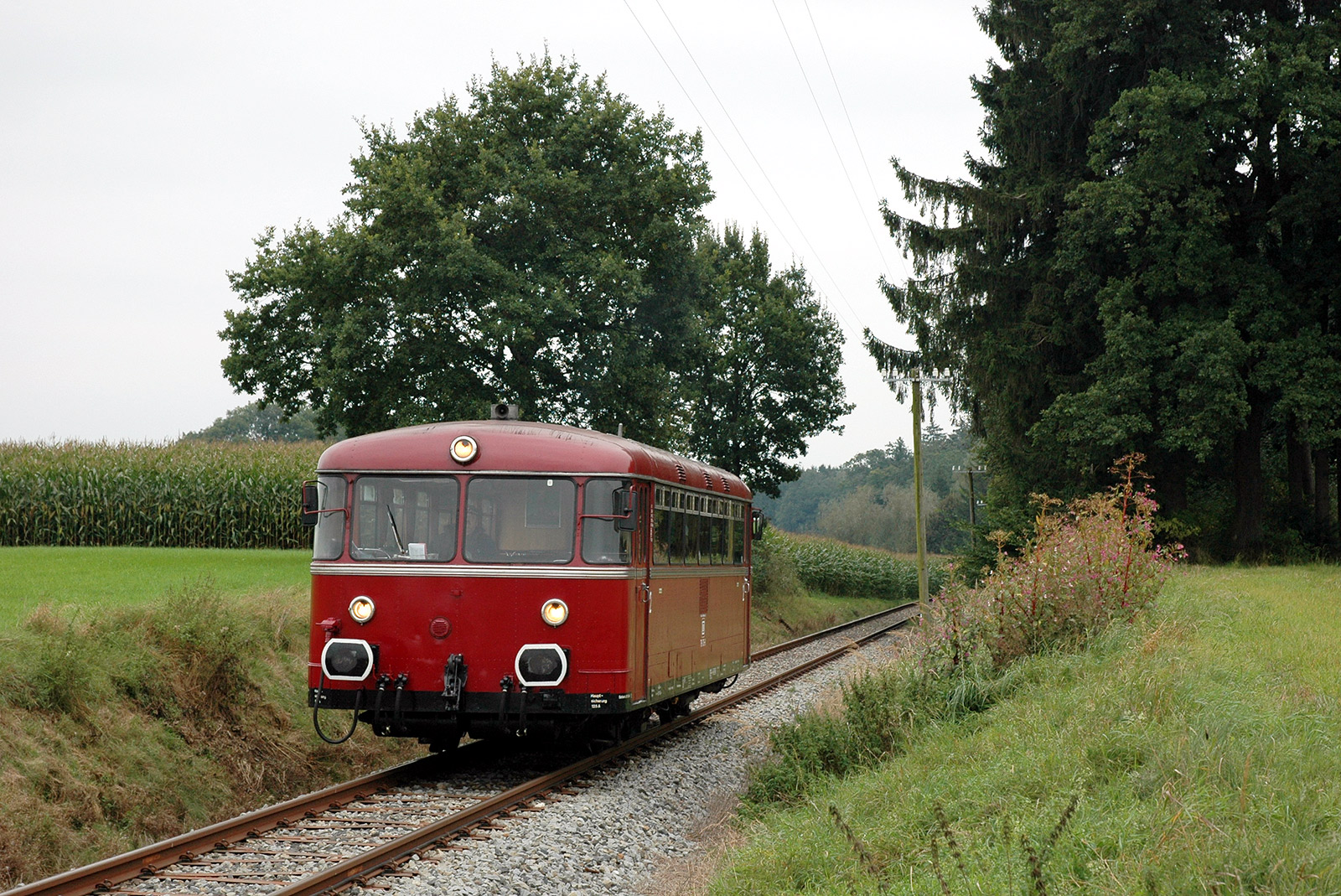
Schienenbus zwischen Brandstätt und Edling

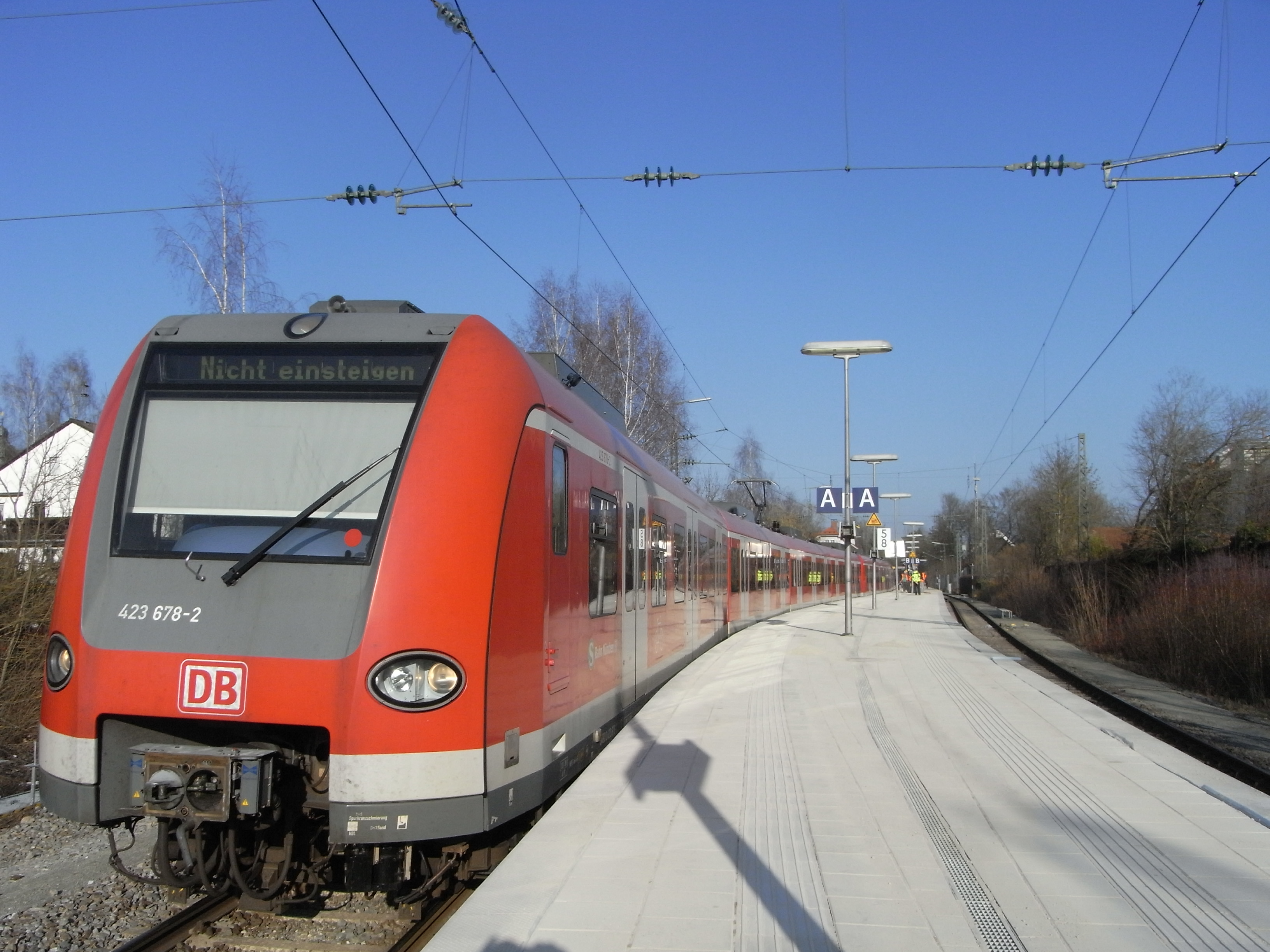
S-Bahn im Bahnhof Ebersberg

In den 1960er-Jahren wurde beschlossen, die stark nachgefragte Teilstrecke von Grafing Bahnhof bis zum mittlerweile zur Stadt erhobenen Ort Ebersberg in das künftige Netz der S-Bahn München einzubeziehen. 1969 erfolgte daher die Elektrifizierung dieses Abschnitts. Der S-Bahn-Betrieb wurde am 28. Mai 1972 eröffnet, gleichzeitig gelangt auf der Verbindung Grafing–Ebersberg seither der Tarif des Münchner Verkehrs- und Tarifverbunds (MVV) zur Anwendung. Ebersberg wurde damit zum östlichen Endpunkt der Linie S4, die zunächst im 40-Minuten-Takt betrieben wurde. Die Züge von und nach Wasserburg wendeten nun anstelle von Grafing Bahnhof überwiegend bereits in Ebersberg.
Zu einem Zwischenfall mit einer S-Bahn kam es am Silvestertag des Jahres 1988, als ein Lokführer den Führerstand eines aus München angekommenen Triebwagens der Baureihe 420 verließ, ohne die Bremsen des Zuges anzulegen. Der nicht mehr mit Fahrgästen besetzte Triebwagen setzte sich daraufhin auf der abschüssigen Strecke in Richtung Wasserburg in Bewegung. Da sich weder ein anderer Zug auf der Strecke, noch Personen oder Fahrzeuge auf den zahlreichen Bahnübergängen befanden, kam es zu keinem Unfall. Der Zug rollte mit bis zu 60 km/h bis Wasserburg Bahnhof, wo der Fahrdienstleiter die Schranken des im Bahnhofsbereich gelegenen, vielbefahrenen Übergangs der B 304 schließen und den Triebwagen auf ein Abstellgleis leiten konnte. Dort schob der Zug den Prellbock noch etwa 50 m über das Gleisende hinaus, ehe er schließlich im Damm einer Straße zum Stillstand gelangte.

### Betriebseinschränkungen in den 1980er- und 1990er-Jahren
Bis Anfang der 1980er-Jahre bestand zwischen Ebersberg und Wasserburg das langjährig übliche Personenverkehrsangebot von etwa acht Hin- und Rückfahrten pro Werktag, ergänzt durch weitere Zugpaare zwischen Wasserburg Bahnhof und der Stadt. Mit Beginn des Sommerfahrplans 1983 wurde jedoch parallel zur Bahnstrecke eine Buslinie eingerichtet, die mehr Fahrten anbot und im Gegensatz zur Bahn zwischen Ebersberg und Tulling auch zum günstigeren MVV-Tarif benutzbar war. Das Fahrplanangebot auf der Schiene wurde hingegen schrittweise eingeschränkt.
Zwei Wochen später leitete die DB ein Stilllegungsverfahren für die Strecke ein. Beantragt wurde, den Personenverkehr zwischen Ebersberg und Wasserburg Stadt sowie die Infrastruktur der Abschnitte Ebersberg–Forsting und Wasserburg Bahnhof–Wasserburg Stadt aufzugeben. Der Stilllegungsantrag des DB-Vorstands wurde am 19. Dezember 1988 beschlossen.
Als Reaktion auf die sukzessive vorgenommenen Betriebseinschränkungen wurde 1987 die regionale Fahrgastinitiative Rettet den Filzenexpress gegründet, die zusammen mit dem Verband Pro Bahn für den Erhalt der Bahnstrecke eintrat und unter anderem regelmäßige Ausflugsfahrten aus der Region München nach Wasserburg unter Nutzung der planmäßigen Züge der Strecke Ebersberg–Wasserburg organisierte. Auch die lokale Politik lehnte eine Stilllegung ab; so stimmte der Kreistag des Landkreises Rosenheim, auf dessen Gebiet der Abschnitt Forsting–Wasserburg liegt, am 28. Juni 1989 geschlossen gegen die Aufgabe des SPNV.
Unabhängig davon wurde das Fahrplanangebot zwischen Ebersberg und Wasserburg bis Anfang der 1990er-Jahre weiter ausgedünnt. Montags bis freitags verkehrte in der ersten Hälfte des Jahrzehnts nur ein Zugpaar auf der Strecke, lediglich am Wochenende war der Fahrplan etwas umfangreicher. Auch der Güterverkehr wurde zu Beginn des Jahrzehnts eingestellt.
Das Bundesministerium für Verkehr lehnte den Stilllegungsantrag der DB am 23. Februar 1994 ab. Begründet wurde dies unter anderem mit dem Interesse Dritter, Strecke und Betrieb zu übernehmen. Die Tegernsee-Bahn Betriebsgesellschaft mbH hatte seit 1989 mehrmals angeboten, unter bestimmten Bedingungen – darunter Investitionen in Strecke und Fahrzeuge in Höhe von etwa 40 Millionen Mark – als Betreiber des Filzenexpress aufzutreten.

### Renaissance der Verbindung ab 1994
Die betagten Schienenbusse der Baureihe 798 wurden zunächst 1994 beim werktäglichen Fahrtenpaar und zum Fahrplanwechsel im Juni 1995 auch an den Wochenenden durch neue Triebwagen der Reihe 628 abgelöst.
Ein Jahr später, zum 2. Juni 1996, wurde das Verkehrsangebot zwischen Ebersberg und Wasserburg im Rahmen des so genannten Bayern-Takts wesentlich verbessert. Der von der Bayerischen Eisenbahngesellschaft als Aufgabenträger des Schienenpersonennahverkehrs in Bayern bei der zum 1. Januar 1994 aus der Deutschen Bundesbahn hervorgegangenen Deutschen Bahn AG bestellte Fahrplan sah werktags neun Zugpaare vor. Da diese meist wieder über Ebersberg hinaus bis Grafing Bahnhof verkehrten, wo nicht nur zur S-Bahn, sondern auch zu schnellen Regionalzügen Anschlüsse hergestellt werden konnten, verkürzte sich die Fahrzeit von Wasserburg nach München deutlich. Eine weitere Ausweitung des Angebots erfolgte zum 10. Juni 2001. Seither bestehen in den morgend- und abendlichen Hauptverkehrszeiten direkte Fahrtmöglichkeiten zwischen Wasserburg Bahnhof und München. Ebenfalls wurde der Abschnitt Ebersberg–Tulling der Bahnstrecke in den Tarifbereich (wie die oben genannte in den 1980er-Jahren eingerichtete Buslinie) des Münchner Verkehrs- und Tarifverbundes aufgenommen.
Seit 1. Juni 2001 sind Infrastruktur und Betrieb des Filzenexpress der DB-Organisationseinheit Südostbayernbahn zugeordnet.
Die Infrastruktur der Strecke wurde im Herbst 2004 auf einer Länge von 13 Kilometern für rund 4,5 Millionen Euro erneuert. Anstelle der bisherigen Stahl- und Holzschwellen wurden dabei Y-Schwellen verbaut. Zahlreiche nicht technisch gesicherte Bahnübergänge schränken die zulässige Höchstgeschwindigkeit auf längeren Abschnitten jedoch weiterhin ein. 2006 wurde auf dem Gebiet der Gemeinde Edling erstmals ein Bahnübergang aufgelassen, zudem wurden zwei weitere mit Lichtzeichenanlagen versehen. Geplant war zu jenem Zeitpunkt, an insgesamt 28 der vorhandenen 38 Übergänge Maßnahmen mit einem Gesamtinvestitionsvolumen von knapp fünf Millionen Euro vorzunehmen.
Auch die Stationen wurden seit 2004 schrittweise durch die Südostbayernbahn und die örtlichen Gemeinden modernisiert. Die größte Einzelmaßnahme stellte der rund 800.000 Euro teure, im Auftrag der Stadt Wasserburg unter finanzieller Beteiligung des Freistaats Bayern abgewickelte Umbau der Station Wasserburg Bahnhof dar. Dort wurden am 20. Oktober 2006 ein neuer Busbahnhof und erweiterte Park-and-Ride-Anlagen eingeweiht.

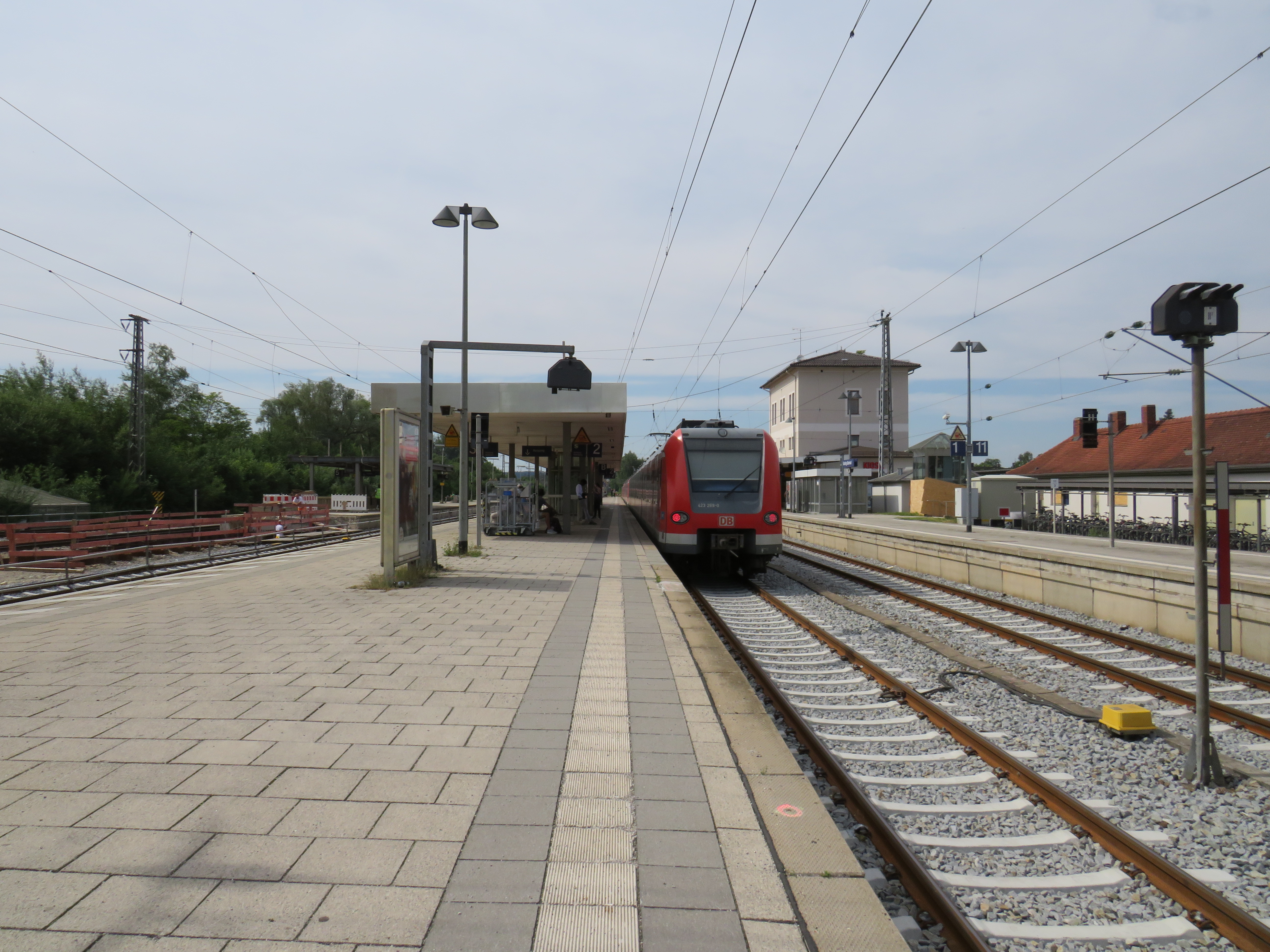
S-Bahn auf Gleis 2 in Grafing Bahnhof

Mit der Verladung von Rundholz in Forsting wurde im Juni 2005 der planmäßige Güterverkehr wieder aufgenommen. Die Zustellung und Abholung der Wagen findet nach Bedarf bis zu zweimal wöchentlich nachts ausgehend von Mühldorf statt; zum Einsatz kommen Lokomotiven der Baureihe 294. Bei Bauarbeiten auf der Bahnstrecke Mühldorf – München werden nachts zwei Güterzüge über Wasserburg und Ebersberg nach München geführt (zuletzt 2012).

### Ausbau 2009–2014
Seit der Verbesserung des Fahrplanangebots, insbesondere der Einführung der bis München durchfahrenden Züge, steigt die Fahrgastnachfrage stetig an. 2006 wurden zwischen Ebersberg und Wasserburg Bahnhof werktäglich gut 1000 Fahrgäste gezählt, was innerhalb weniger Jahre eine Verdreifachung darstellt (Fahrgäste in den parallel verkehrenden Linienbussen nicht mitgezählt). Die Anliegergemeinden forderten seit Jahren eine Verdichtung und Vertaktung (Stundentakt) des Angebots beim Besteller (Bayerische Eisenbahngesellschaft bzw. Bayerisches Wirtschaftsministerium).
Da sich im Abschnitt Ebersberg–Grafing Bahnhof die Regionalzüge und die S-Bahn das Gleis teilen müssen, standen nötige Ausbaumaßnahmen beim Regionalverkehr in engem Zusammenhang mit dem geplanten künftigen Betriebskonzept der S-Bahn, beispielsweise der Taktfolge nach der Eröffnung der zweiten Stammstrecke in München. Auch das Fehlen jeglicher Kreuzungsmöglichkeiten zwischen Ebersberg und Wasserburg erschwerte die mögliche Fahrplangestaltung.
Am 23. Juli 2009 unterzeichneten das Bayerische Staatsministerium für Wirtschaft, Infrastruktur, Verkehr und Technologie und die Südostbayernbahn eine „Verkehrliche Aufgabenstellung“. Darin wurde der Bau einer Ausweiche in Steinhöring sowie die Anhebung der Streckengeschwindigkeit auf 80 km/h durch die Bahn vereinbart. Die Finanzierung der hierfür notwendigen 6,8 Millionen Euro sollte aus Bundesmitteln erfolgen. Im Gegenzug wollte der Freistaat Bayern nach Fertigstellung der Infrastruktur vermehrte Verkehrsleistungen bestellen.
In den Jahren 2006 bis 2011 wurde bereits ein großer Teil der vorhandenen Bahnübergänge aufgelassen, technisch gesichert oder die vorhandenen veralteten Lichtzeichenanlagen durch Halbschranken mit Lichtzeichen ersetzt. Im November 2011 wurden drei Bahnübergänge im Gemeindebereich Pfaffing, Ortsteil Forsting neu gesichert. Auch in Brandstätt, Gemeinde Edling, werden die zwei „nicht-technisch gesicherten“ Bahnübergänge aufgelassen bzw. mit Halbschranken versehen.

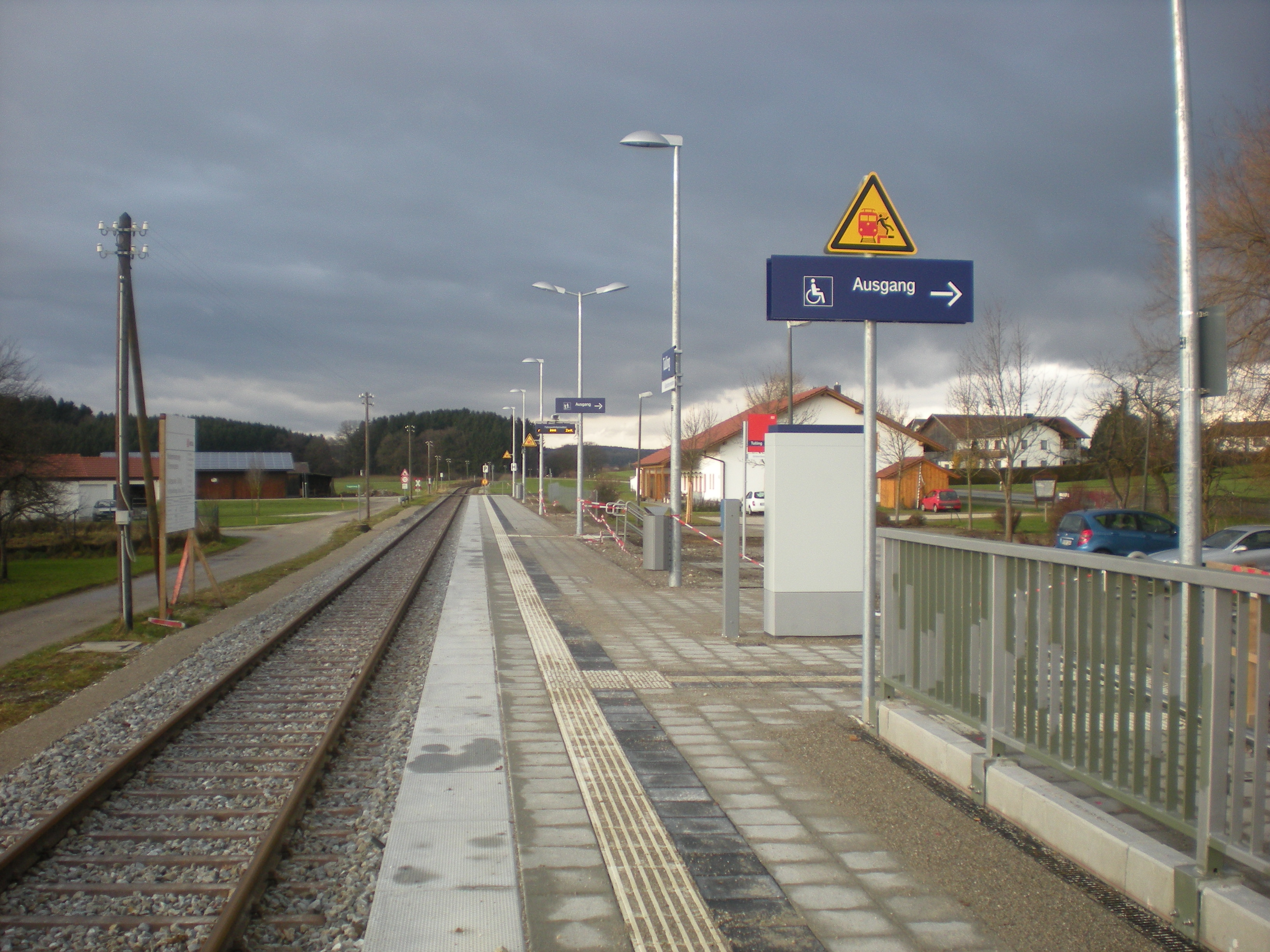
Neuer Bahnsteig des Haltepunkts Tulling

Weiterhin wurde die Strecke Ebersberg–Reitmehring in vier Abschnitten bis 2014 überplant, insbesondere wurden die Bahnsteige in Steinhöring, Tulling, Forsting und Edling auf 76 Zentimeter über Schienenoberkante erhöht und auf 120 beziehungsweise 140 Meter verlängert. Die modernisierten Bahnsteige in Edling und Tulling wurden bereits am 17. Juni 2013 eingeweiht und offiziell in Betrieb genommen.
Einziger Wermutstropfen ist, dass die zwei Weichen des Umfahrgleises der Ausweichanschlussstelle Forsting zurückgebaut wurden. Das Anschlussgleis mit Rampe wurde jedoch erhalten. Die Rundholzverladung in Forsting wurde bereits 2010 wieder eingestellt, da das Anschlussgleis zu nahe am Streckengleis liegt. Deshalb müsste während der Verladung das Streckengleis gesperrt werden.
Der Bau des Kreuzungsbahnhofes und des elektronischen Stellwerks in Steinhöring wurde im September 2014 abgeschlossen. Das Stellwerk wird von Mühldorf aus ferngesteuert. Mit dem Fahrplanwechsel am 14. Dezember 2014 wurde das Angebot deutlich ausgeweitet. Von Montag bis Freitag wird seither ein Stundentakt angeboten, an Samstagen sowie Sonn- und Feiertagen verkehrten die Züge alle zwei Stunden. Insgesamt zwölf Züge verkehren seitdem von Montag bis Freitag bis oder von München Ost beziehungsweise München Hauptbahnhof.

### Ab 2015
Von August bis Oktober 2015 wurde in Oberndorf die letzte Hürde zur durchgängigen Befahrung mit einer Geschwindigkeit von 80 km/h entfernt: Der Bahnübergang, der schwierig gelegen und unbeschrankt nur mit Schrittgeschwindigkeit durchfahren werden durfte, wurde ausgebaut und technisch gesichert. Die Kosten beliefen sich auf fast eine Million Euro und wurden von Stadt, Land und Bund zu gleichen Teilen getragen. Seitdem sind nur noch kurze Abschnitte mit 50, 60 und 70 km/h vorhanden. Von Ende Juli bis November 2015 wurde der Hausbahnsteig in Wasserburg teilweise rund um die Uhr neu errichtet. Die Bahnsteighöhe wurde dabei auf 76 Zentimeter erhöht. Wasserburg ist damit die letzte Station, die nach Edling, Forsting, Tulling, Steinhöring und Ebersberg modernisiert werden musste.
Zum Fahrplanwechsel Mitte Dezember 2015 erweiterte der MVV seinen Verbundtarif über Tulling hinaus auf die gesamte Strecke bis Wasserburg Bahnhof. Die entstehenden Mindereinnahmen für die Südostbayernbahn in Höhe von 120.000 Euro pro Jahr muss der Landkreis Rosenheim aufbringen.
Durch die Neuausschreibung des Liniensterns Mühldorf erhielt der Filzenexpress durch die Südostbayernbahn ab Dezember 2016 einen durchgehenden Stundentakt auch am Wochenende und zusätzliche Abendzüge sowie modernisierte Wagen unter anderem mit interaktiven Fahrgastinformationssystemen. Ebenso fahren in den Stoßzeiten morgens und abends die Triebwagen in Doppel- oder sogar Dreifachtraktion, was die Maximallänge (140 Meter) an den Bahnsteigen auf dem Streckenabschnitt Ebersberg – Wasserburg darstellt beziehungsweise mancherorts überschreitet.

### Zukunft

#### Streckenabschnitt zwischen Ebersberg und Wasserburg
Möglich ist laut Bahn die Elektrifizierung der Strecke bis Wasserburg und die Verlängerung der S-Bahn über Steinhöring bis Wasserburg. Ebenso möglich ist im Zuge dessen die Reaktivierung der Wasserburger Stadtbahn, deren Trasse derzeit der Stadt Wasserburg gehört. Dazu gibt es bereits seit 2016 eine Studie, die der Bayerischen Staatsregierung vorliegt. Mittelfristig ist denkbar, dass der Freistaat Bayern S-Bahn-Leistungen bis Wasserburg Bahnhof bestellt, wenngleich die Deutsche Bahn selbst daran kein Interesse hat. Die Bahn würde ohne eine vollständige Finanzierung durch das Land Bayern oder den Bund keinen weiteren Ausbau vornehmen. Dazu wurde im März 2017 ein Positionspapier der acht Landräte, deren Landkreise sich im MVV befinden, veröffentlicht, nach dem unter anderem die Strecke zwischen Grafing Bahnhof und Ebersberg ertüchtigt werden soll, sowie die S-Bahn weiter bis nach Wasserburg (Inn) Bahnhof verlängert werden soll.
Die Südostbayernbahn plant, die Strecke je nach Quelle bis spätestens 2026 zu elektrifizieren. Die Strecke soll im Rahmen eines Sonderprogramms zur Elektrifizierung von Bahnstrecken, das vom Freistaat Bayern unterstützt wird, neben sechs weiteren Bahnstrecken ausgebaut werden. Diese Bahnstrecke hat dabei hohe Priorität. Die Planungen sahen unter anderem auch vor, alle Bahnsteige entlang der Strecke auf 96 Zentimeter zu erhöhen und auf 140 Meter Bahnsteiglänge zu verlängern, um zukünftig Express-S-Bahnen nach München verkehren zu lassen.
Am 28. September 2018 wurde der Startschuss für die Planungen gegeben. Bis 2025 soll die Strecke elektrifiziert werden, um dann zum Fahrplanwechsel im Dezember 2026 Express-S-Bahnen unter der Linienbezeichnung S1 von Wasserburg über die zweite Stammstrecke zum Flughafen München anzubieten. Die Gesamtkosten für die Infrastrukturmaßnahme sollen sich auf 22 Millionen Euro belaufen. Das Projekt verzögerte sich aber zuletzt, da bei einem faunistischen Gutachten aus dem Jahr 2022 festgestellt wurde, dass in direkter Umgebung der Strecke zwei Paar des geschützten Kiebitzes nisteten. Für die Elektrifizierung war eine Ausgleichsfläche erforderlich, die jedoch bisher – Stand: Juni 2024 – nicht eingerichtet werden konnte. 2024 wurde ein neues faunistisches Gutachten durchgeführt; wenn die Kiebitzpaare nicht mehr gesichtet werden, kann die Elektrifizierung auch ohne der Einrichtung von Ausgleichsflächen begonnen werden.

#### Bahnübergang in Reitmehring
Das Staatliche Bauamt Rosenheim sowie die Südostbayernbahn beabsichtigen, den Bahnübergang der Bundesstraße 304 mit den Strecken Rosenheim – Mühldorf und Grafing – Wasserburg in Reitmehring durch eine Brücke über den Bahndamm zu ersetzen. Die Pläne sehen auch eine Vorbereitung für die Oberleitung unter der Straßenbrücke vor.